# پارک کیونگ
پارک کیونگ (کره‌ای: 박경؛ زادهٔ ۸ ژوئیهٔ ۱۹۹۲) موسیقی‌دان اهل کره جنوبی است. وی از سال ۲۰۱۱ میلادی تاکنون مشغول فعالیت بوده است. او یکی از اعضای گروه بلاک بی است.